# Porter-Stemmer-Algorithmus
Der Porter-Stemmer-Algorithmus ist ein verbreiteter Algorithmus der Computerlinguistik zum automatischen Zurückführen von Wörtern auf ihren Wortstamm (Stemming). Der Algorithmus basiert auf einer Menge von Verkürzungsregeln, die so lange auf ein Wort angewandt werden, bis dieses eine Minimalanzahl von Silben aufweist. Der ursprünglich für Wörter der englischen Sprache entwickelte Algorithmus kann relativ leicht für andere Sprachen portiert werden.

## Funktionsweise

### Bestimmung der Silbenanzahl
Maßgeblich ist genaugenommen nicht die Anzahl der Silben, sondern die Anzahl der Vokal-Konsonant-Sequenzen. Jedes Wort lässt sich als eine Zeichenkette der Form [C](VC)m[V] interpretieren, wobei C für eine Folge von einem oder mehreren Konsonanten und V für eine Folge von einem oder mehreren Vokalen steht. Gemessen wird die Anzahl m der Vokal-Konsonant-Sequenzen zwischen optional führenden Konsonanten und einer optionalen Folge von Vokalen am Ende.
Beispiele:
- tr-ee, t-o (m=0)
- w-eb, ant (m=1)
- b-etw-een (m=2)
- W-ik-ip-ed-ia (m=3)

### Verkürzungsregeln
Die Verkürzungsregeln bestehen aus Paaren von Bedingungen und Ableitungen für verschiedene Suffixe (Wortendungen). Die Regeln sind in Gruppen zusammengefasst, die nacheinander abgearbeitet werden. Aus jeder Gruppe darf nur eine Regel angewandt werden.
Beispiel:
Die erste Gruppe beinhaltet die Suffix-Verkürzungsregeln "sses" → "s",  "ies" → "i" und "s" → "", die beispielsweise zu den Ableitungen "libraries" → "librari" und "Wikis" → "Wiki" führen.
Eine später folgende Gruppe besteht aus der Regel "y" → "i", so dass beispielsweise das Wort "library" auf den gleichen Stamm ("library" → "librari") zurückgeführt wird.

## Implementierungen
Auf der Webseite des Porter-Stemmer-Algorithmus finden sich Implementierungen in mehreren Programmiersprachen. Unter snowballstem.org befindet sich die von Martin Porter entwickelte Zeichenkettenverarbeitungssprache "Snowball", mit deren Hilfe Porter-Stemmer beschrieben werden können. Dort findet man auch einen Porter-Stemmer für die deutsche Sprache.